# Terschellingia lissa
Terschellingia lissa is een rondwormensoort uit de familie van de Linhomoeidae. De wetenschappelijke naam van de soort is voor het eerst geldig gepubliceerd in 1962 door Timm.